# Coronel Freitas
Coronel Freitas (a veces abreviado como Cel. Freitas) es un municipio brasileño situado en el estado de Santa Catarina. Tiene una población estimada, en 2024, de 10 583 habitantes.
Se localiza a una latitud 26º50" sur y a una longitud 52º45" oeste, a una altitud de 400 metros sobre el nivel del mar.

## Historia
El territorio municipal comenzó a ser colonizado en 1929 por familias procedentes de Río Grande del Sur, que llegaron a la región principalmente para explotar la madera. 
Se ganó el estatus de municipio en 1961.